# Château de Kerampuil
Le château de Kerampuil est situé au lieu-dit Kerampuil, à moins d’un kilomètre du centre-ville de Carhaix-Plouguer, dans le Finistère.

## Histoire
Le château actuel, de plan régulier, est construit vers 1760 pour Charles-Robert de Saisy, seigneur comte de Kerampuil et conseiller au Parlement de Bretagne. Il comprend un corps de logis central et deux ailes débordantes.

Le château reste propriété de la famille de Saisy de Kerampuil jusqu'à la Révolution et sa vente comme bien national. Rendu à la famille sous la Restauration, cette dernière le cède en 1938 à la commune, sous réserve qu'il serve d'hospice.

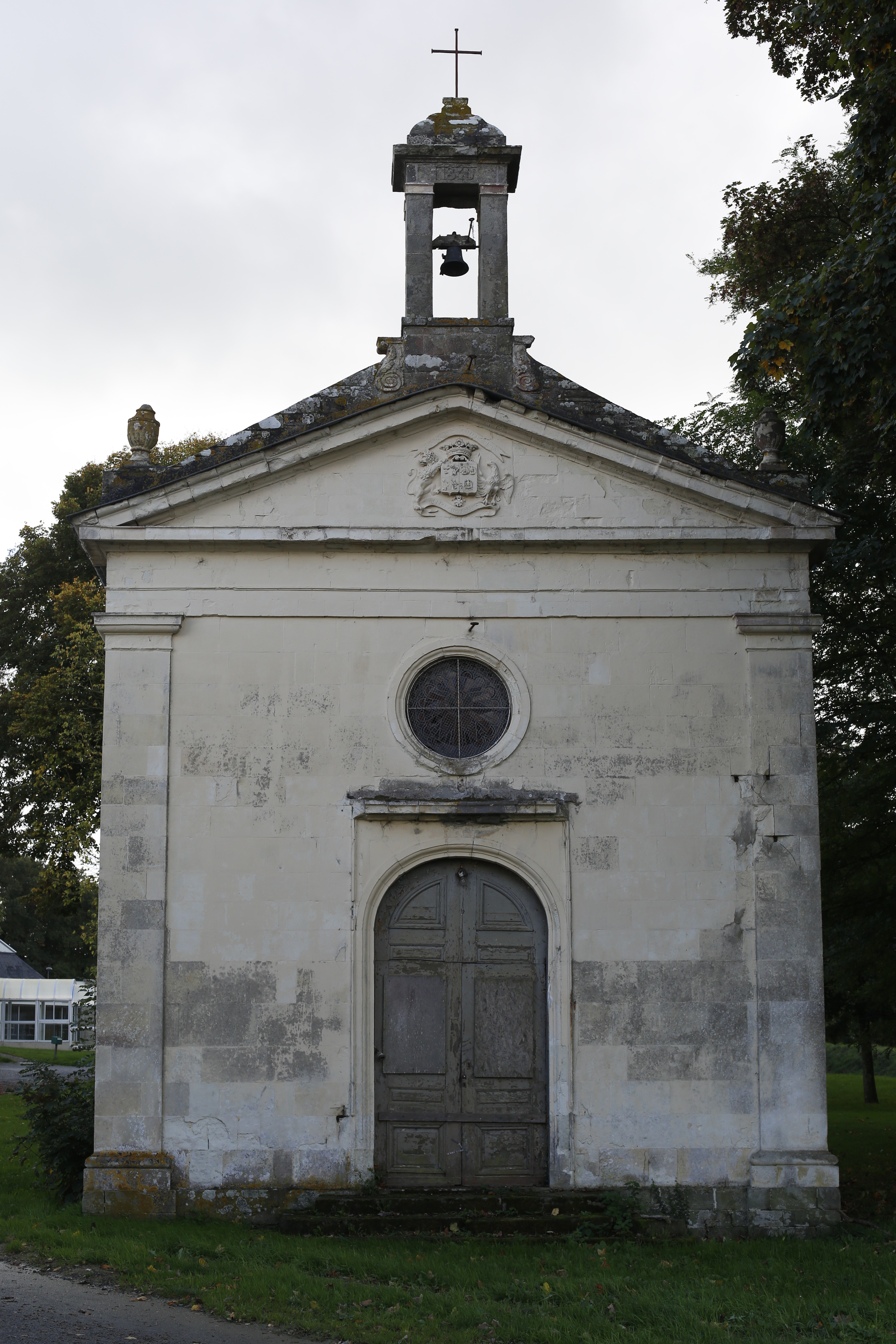
Chapelle (1840).

La chapelle construite en 1840 pour le Vicomte de Saisy abrite, outre des statues de Sainte Agathe et de Charles Borromée, auquel l'édifice est dédié, un maître-autel surmonté d'un baldaquin provenant de la chapelle des Ursulines à Carhaix.
Le château et son parc deviennent propriété de la ville de Carhaix-Plouguer en 1999, puis sont rachetés par la Région en 2010. 
Avec sa transformation en hospice, l'édifice a perdu tous ses intérieurs dont un grand escalier de bois à double révolution avec balustres et quelques portes.
Les façades et les toitures du château sont aujourd’hui protégées au titre de l'inventaire des monuments historiques par inscription du 12 juillet 1965.
Le site de Kerampuil accueille tous les ans le festival des Vieilles Charrues. Coïncidence de l'histoire, Emmanuel Joseph de Saisy de Kerampuil, l'un des anciens propriétaires du château, avait organisé à partir de 1833 une fête pour encourager l'agriculture locale : la fête des "cinq cents charrues".
En février 2020, la région Bretagne lance une opération de restauration du château, pilotée par SemBreizh. Les travaux du château se sont achevés en juin 2021, mobilisant au total 4,36 millions d’euros. Ce dernier abrite désormais des espaces de bureaux destinés à accueillir, entre autres, des agents régionaux et l'Office public de la langue bretonne,, ainsi qu'une salle de conférence de 50 places.

## Composition et occupation actuelle
Pour répondre aux besoins des occupants actuels, des constructions récentes ont été ajoutées au château et à ses dépendances. 
Le centre d’hébergement, dont la gestion a été confiée en délégation de service public à l’association AILES, est constitué de 5 bâtiments. Il accueille en semaine le lycée Diwan, l’internat, la vie scolaire et la restauration. Pendant les week-ends et les vacances scolaires, l’hébergement et la restauration sont ouverts aux randonneurs. Les autres bâtiments comprennent le château lui-même, la chapelle, l’écurie, la maison du concierge, le poulailler qui sert d’espace de stockage, et un bâtiment qui accueille une équipe mobile d'assistance technique (EMAT) de la Région Bretagne.

## Toponymie
Kerampuilh dérive du breton ker an puilh, c'est-à-dire littéralement « village de l'abondance »[réf. souhaitée].
Le nom a connu diverses graphies : Kerampuil (1426, 1632, 1815, 1836, 1850),  Querampuil (1678, 1683), etc.